# Hallstahammar
Hallstahammar – miasto w środkowej Szwecji, nad rzeką Kolbäcksån i kanałem Strömsholm. Leży w regionie Västmanland, w gminie Hallstahammar.
Historia miasta sięga roku 1628, kiedy wybudowano pierwszą kuźnią. Impulsem do rozwoju miejscowości była budowa w 1795 r. kanału Strömsholm. W XIX stuleciu miasto stało się ośrodkiem przemysłowym. Znaczenie przemysłu zmalało w latach 70. XX wieku. Odtąd Hallstahammar stanowi lokalne centrum handlowo-usługowe.
Przez miasto przebiega droga trasa europejska E18 (w Szwecji: Sztokholm–Västerås–Örebro–Karlstad), regionalna droga nr 252 (Surahammar–Hallstahammar–Kolbäck–Rytterne) oraz linia kolejowa z Fagersty do Kolbäck.
Według danych z 31 grudnia 2005 roku liczba ludności Hallstahammar wynosi 10 300 osób, a powierzchnia 9,57 km².